# Саша Пауновић
Саша Пауновић (Параћин, 24. децембар 1970) српски је политичар и бивши председник општине Параћин.

## Биографија
Основну и средњу школу је завршио у Параћину. Дипломирао је на Електронском факултету у Нишу 1995. године. Војни рок је одслужио у Крагујевцу 1996/97. године. Од 1997. до 2000. године радио је у пројектном бироу „ПроАрт“ као пројектант електроинсталација и као сарадник више различитих предузећа у пословима у вези са цртањем и пројектовањем уз помоћ рачунара.
Од 2000. године је председник извршног одбора Општине Параћин, а од 2004. до 2020. године био је председник општине. У децембра 2009. године изабран је за председника Сталне конференције градова и општина (СКГО). Поново је изабран 2011. године, а на овој функцији био је до децембра 2013. године. За свој рад добио је 2009. године награду НАЛЕД-а Реформатор године, а 2013. годину и признање "Одговорно" Центра за истраживање, транспарентност и одговорност - ЦРТА за промоцију одговорности за јавно изговорену реч и транспарентну радничку општинску управу.
Члан је Демократске странке од јуна 1992. године. Више пута је био члан градског одбора, обављао дужност председавајућег окружног одбора, био члан Извршног одбора Демократске странке, од 2002. године председник општинског одбора Демократске странке у Параћину у више мандата. На изборној скупштини Демократске странке Параћин у новембру 2013. године поново је изабран за председника. У децембру 2010. године изабран је члан члана Председништва Демократске странке и дужност је обављала до 2012. године.
Ожењен је Александром и има сина Алексу и ћерку Лену.
Члан је Политичког савета Демократске странке од новембра 2016. године.
За потпредседника Демократске странке изабран је на избору Скупштине ДС 2. јуна 2018. године.